# Sant Adrià Nord
Sant Adrià Nord és un barri de Sant Adrià de Besòs situat al marge esquerre del riu Besòs, com indica el seu nom, està situat al nord del terme municipal. El que avui dia es coneix com a Sant Adrià Nord, el formen dos sectors ben diferenciats: el nucli antic de sant Adrià (delimitat per l'antiga carretera de Mataró, i el riu), l'origen del qual es remunta el segle x i l'eixample de Sant Adrià, delimitat pel nucli antic i el barri de Sant Joan Baptista, d'origen recent, en els anys 20 i 30 del segle xx.

## El nucli antic de Sant Adrià
El nucli antic de Sant Adrià és el centre i nucli primogeni del municipi. Ja el segle x es té constància de l'església de Sant Adrià, situada damunt un petit turó de 14 m. i va ser al voltant de l'església, que es va constituir el nucli inicial de Sant Adrià. Fins a finals del segle xix, el nucli vell de Sant Adrià era l'única zona poblada del terme, a part de les poques masies que existien al marge dret del riu Besòs. El creixement fins aquell segle va ser lent i limitat, degut a la pobresa dels terrenys i les limitacions per cultivar les terres, que en aquell moment eren cobertes d'aiguamolls, que a més, incrementaven la incidència de malalties infeccioses com el paludisme. Es té constància que entre els segles XIV i principis del xviii la població es va mantenir estable en uns 50 habitants, i durant els segles XVIII i XIX s'arribà als 133 i 239 habitants respectivament. Alguns dels edificis històrics d'interès local que es poden trobar al mucli antic són l'Ateneu Adrianenc, la casa de la dona (antiga seu de l'ajuntament) i can Rigalt (masia del segle xviii).

## Eixample
Durant els anys 20 i 30 del segle XX es produí una gran onada migratòria cap al Pla de Barcelona, motivada per les obres del metro, de l'Exposició Universal del 1929 i del desenvolupament industrial del pla de Barcelona. Fou en aquests anys quan s'urbanitzà el que avui dia coneixem com a barri de Sant Joan Baptista i l'Eixample del Nucli Antic, situat entre Sant Joan Baptista i el mateix nucli antic. L'any 1928, s'hi va construir a l'eixample el mercat municipal, esdevenint el centre de la barriada. Actualment, l'ajuntament de Sant Adrià té la seu a la plaça de la vila, situada al mig de l'eixample.